# Otto Ziege
Otto Ziege (Berlim, 14 de junho de 1926 - Idem, 8 de novembro de 2014) foi um ciclista alemão que foi profissional entre 1947 e 1956. Competiu tanto em estrada como em pista. O seu sucesso mais importante foi o Campeão da Alemanha em estrada.
Após retirar-se, foi director desportivo dos Seis dias de Berlim e dos Seis dias de Dortmund.

## Palmarés em pista
- 1953

 Campeão da Alemanha em Velocidade por equipas
2.º nos Seis dias de Saint-Étienne (com Théo Intra)
2.º nos Seis dias de Barcelona (com Hans Preiskeit)

## Palmarés em estrada
- 1949
  -  Campeão da Alemanha em estrada